# Drepanochthonius horridus
Drepanochthonius horridus är en spindeldjursart som beskrevs av Beier 1964. Drepanochthonius horridus ingår i släktet Drepanochthonius och familjen käkklokrypare. Inga underarter finns listade i Catalogue of Life.